# Yvo Grauls
Yvo Grauls, né le 8 juillet 1940 à Saint-Trond, Belgique, et mort le 21 mai 1972 à Chimay, est un pilote automobile belge ayant principalement participé au championnat de Belgique de tourisme dans les années 1960 et 1970. Il domina plusieurs épreuves à bord de sa Chevrolet Camaro hyperpuissante. 
Cette Chevrolet Camaro de Yvo Grauls alors en tête de la course explosa après être sortie de la piste au Grand Prix des Frontières, disputé sur le circuit de Chimay, en 1972. Cet accident sera une des causes de la limitation des courses automobiles à Chimay (et les autres circuits belges dès 1974)